# Clasificación académica de universidades del THE

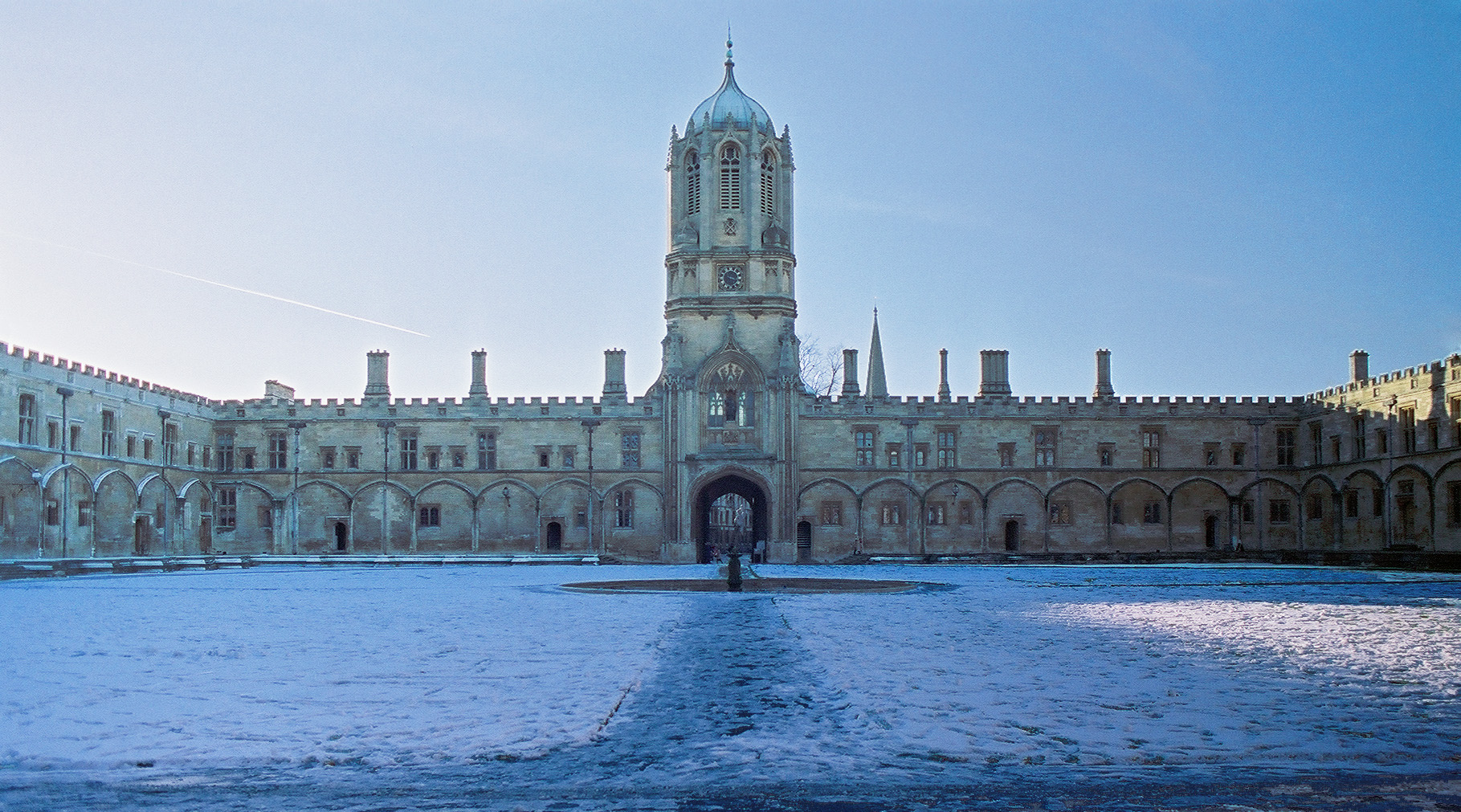
Tom Quad es el nombre dado al patio del edificio de Christ Church de la Universidad de Oxford, Reino Unido.

La clasificación  académica de universidades del THE es una clasificación mundial de las principales universidades del mundo publicado por el Times Higher Education (THE). El THE se dedica desde el 2001 a publicar clasificaciones internacionales en educación. Se disoció de su socio original el Quacquarelli Symonds en el 2010, creando una metodología para clasificaciones obteniendo la información de la base de datos de Thomson Reuters.

## Historia
La creación de la Times Higher Education-QS World University Rankings original se menciona en el libro de Ben Wildavsky The Great Brain Race: How Global Universities are Reshaping the World, al entonces editor del Times Higher Education, John O'Leary. Times Higher Education decide asociarse con compañías de consejería en ámbitos educacionales y de carreras como Quacquarelli Symonds (QS) para el suministro de la información. 

## Disociación de QS
Después de la clasificación de 2009, Times Higher Education tomó la decisión de romper sus relaciones con QS y firmó un acuerdo con Thomson Reuters para la provisión de información para su Clasificación mundial de universidades anual a partir del 2010. Se desarrolló así una nueva metodología de clasificación al consultar con los lectores, editoriales y Thomson Reuters. Thomson Reuters recogerá y analizará la información utilizada para producir la clasificación en nombre de Times Higher Education. Los resultados se publicarán anualmente desde septiembre de 2010.

## Clasificación

### Mundial
| Universidad                            | 2012 | 2013 | 2014 | 2015 | 2016 | 2017 | 2018 | 2019 |
| -------------------------------------- | ---- | ---- | ---- | ---- | ---- | ---- | ---- | ---- |
| Universidad de Cambridge               | 04   | 02   | 02=  | 03   | 02   | 01   | 01   | 01   |
| Universidad de Harvard                 | 06   | 07   | 07   | 05   | 04   | 04   | 02   | 02   |
| Universidad de Oxford                  | 02=  | 03   | 04   | 04   | 03   | 03   | 03=  | 03   |
| Instituto Tecnológico de Massachusetts | 07   | 05   | 05   | 06   | 05   | 05   | 05   | 04   |
| Instituto de Tecnología de California  | 01   | 01   | 01   | 01   | 01   | 02   | 03=  | 05   |
| Universidad Stanford                   | 02=  | 04   | 02=  | 02   | 06   | 06   | 06   | 06   |
| Universidad de Princeton               | 05   | 06   | 06   | 07   | 07   | 07   | 07   | 07   |
| Universidad de Yale                    | —    | —    | —    | 09=  | —    | —    | —    | 08   |
| Imperial College London                | 08   | 08   | 10   | 09=  | 08   | 08   | 08   | 09   |
| Universidad de Chicago                 | 09   | 10   | 09   | —    | 10   | 10=  | 09   | 10   |
| Escuela Politécnica Federal de Zúrich  | —    | —    | —    | —    | 09   | 09   | 10=  | —    |
| Universidad de Pensilvania             | —    | —    | —    | —    | —    | —    | 10=  | —    |
| Universidad de California en Berkeley  | 10   | 09   | 08   | 08   | —    | 10=  | —    | —    |

### Latinoamérica
| Universidad                              | 2011-2012   | 2012-2013   | 2013-2014   | 2014-2015   |
| ---------------------------------------- | ----------- | ----------- | ----------- | ----------- |
| Universidad de São Paulo                 | 1 (178)     | 1 (158)     | 1 (226-250) | 1 (201-225) |
| Universidad Técnica Federico Santa María | —           | —           | —           | 2 (251-275) |
| Pontificia Universidad Católica de Chile | 3 (350-400) | —           | —           | —           |
| Universidad Estatal de Campinas          | 2 (276-300) | 2 (251-275) | 3 (301-350) | 4 (301-350) |
| Universidad de los Andes                 | —           | 4 (351-400) | 2 (251-275) | 3 (251-275) |
| Universidad Nacional Autónoma de México  | —           | 3 (351-400) | —           | —           |

| Universidad                              | 2016        | 2017        | 2018        | 2019        | 2020        | 2021        |
| ---------------------------------------- | ----------- | ----------- | ----------- | ----------- | ----------- | ----------- |
| Universidad de São Paulo                 | 1 (201-250) | 1 (251-300) | 1 (251-300) | 1 (251-300) | 1 (251-300) | 1 (251-300) |
| Universidad Técnica Federico Santa María | 3 (401-500) | 3 (401-500) | —           | —           | —           | —           |
| Pontificia Universidad Católica de Chile | 5 (401-500) | 4 (401-500) | —           | —           | —           | —           |
| Universidad Estatal de Campinas          | 2 (351-400) | 2 (401-500) | 2 (401-500) | 2 (401-500) | —           | 2 (401-500) |
| Universidad de los Andes                 | —           | —           | —           | —           | —           | —           |
| Universidad Nacional Autónoma de México  | 4 (401-500) | —           | —           | —           | —           | —           |
| Universidad del Desarrollo               | —           | —           | —           | 3 (401-500) | 2 (401-500) | 3 (401-500) |
| Universidad Diego Portales               | —           | —           | —           | 4 (401-500) | 3 (401-500) | 4 (401-500) |
| Pontificia Universidad Javeriana         | —           | —           | —           | —           | 4 (401-500) | 5 (401-500) |